# Brändö distrikt
Brändö (fi. Kulosaari) är ett distrikt i Helsingfors stad. Stadsdelar inom distriktet är Brändö och Blåbärslandet-Högholmen.

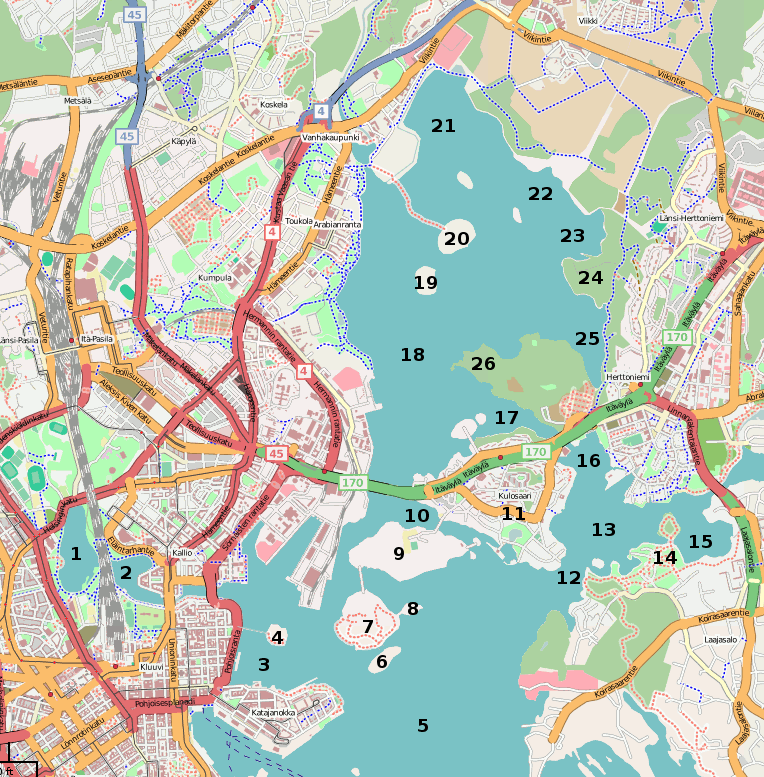
Vatten och öar i östra Helsingfors: (1) Tölöviken, (2) Djurgårdsviken, (3) Norra hamnen, (4) Tjärholmen, (5) Kronbergsfjärden, (6) Vrakholmen, (7) Högholmen, (8) Paloholmen, (9) Blåbärslandet, (10) Silversundet, (11) Brändö, (12) Tullholmssundet, (13) Tullholmsfjärden, (14) Tullholmen, (15) Uppbyviken, (16) Hertonäs hamn, (17) Rovholmssundet, (18) Gammelstadsfjärden, (19) Granholmen, (20) Fårholmen, (21) Idviken, (22) Bäckviken, (23) Brakviken, (24) Fastholmen, (25) Bastuviken, (26) Stenudden.